# ارقنه
ارقنه یکی از روستاهای استان آذربایجان شرقی است که در دهستان سلوک بخش مرکزی شهرستان هشترود واقع شده‌است.
این روستای خوش آب و هوا دارای مردمان مهربان و مهمان نواز و خونگرم است
دارای زمین های حاصلخیز و به شدت پربازده 
میتوان از نام خانوادگی های این روستای به 
رنجبر .جمشیدی.شاه محمدی. سامعی.هاشمی.شاکری.احدی.یوسفی.اختیاری.عیدی.یاوری.علیاری.بهبودی.کریمی و..... اشاره کرد.